# Jean-Yves Riocreux
Pour les articles homonymes, voir Riocreux.
Jean-Yves Riocreux, né le 24 février 1946 à Marlhes (Loire), est un évêque catholique français. 
Après avoir conduit pendant neuf ans le diocèse de Pontoise, il est nommé évêque du diocèse de Basse-Terre en Guadeloupe en juin 2012 puis, atteint par la limite d'âge, évêque émérite à partir du 13 mai 2021.

## Biographie

### Études
Fils d'un négociant en bois établi dans la commune de Marlhes, Jean-Yves Riocreux est le cadet d'une famille de sept enfants. Après des études forestières à Meymac (Corrèze), il se forme chez les Frères maristes de la congrégation de Saint Marcellin Champagnat puis à Saint-Germain-en-Laye. Il fait son premier cycle au séminaire Saint-Sulpice à Issy-les-Moulineaux avant de poursuivre sa formation à Baltimore (États-Unis) au Saint Mary's Seminary and University, obtenant une maîtrise de théologie.

### Principaux ministères
Jean-Yves Riocreux est ordonné prêtre le 22 juin 1974 pour le diocèse de Nouméa, qu'il a connu comme coopérant. Il commence son ministère sacerdotal en Nouvelle-Calédonie. Il est notamment curé de la cathédrale Saint-Joseph de Nouméa de 1979 à 1986.
Il est nommé à Paris, où il est aumônier des étudiants de l'Institut catholique de Paris de 1987 à 1992 avant d'être curé-doyen de la paroisse Saint-Ferdinand des Ternes et Sainte-Thérèse-de-l'Enfant-Jésus de 1992 à 2001, puis recteur de la cathédrale Notre-Dame de Paris jusqu'en 2003. Il est également responsable du catéchuménat du diocèse de Paris de 1997 à 2002.
Nommé évêque de Pontoise le 5 mai 2003, il est consacré le 29 juin 2003 par l'archevêque de Paris, le cardinal Jean-Marie Lustiger, assisté de Michel-Marie Calvet, archevêque de Nouméa, de René-Marie Ehuzu, évêque de Porto-Novo (Bénin) et du consulteur honoraire de l'académie pontificale pour la Nouvelle-Calédonie.
Le pape Benoît XVI le nomme évêque de Basse-Terre le 15 juin 2012. Après des adieux au diocèse de Pontoise le 16 septembre, il est installé dans ses nouvelles fonctions le 30 septembre.
À la fin de l'année 2020 alors que la pandémie de Covid-19 en Guadeloupe entre dans sa deuxième vague, Jean-Yves Riocreux est testé positif au SARS-CoV-2. Il se met en confinement, sans toutefois devoir être hospitalisé, et ne peut présider ou participer aux célébrations de la Nativité, reprenant ses activités publiques le 30 décembre.
Le 13 mai 2021, le pape François accepte sa renonciation pour raison d'âge,. Le diocèse est administré pendant la période de transition qui suit par l'archevêque de Fort-de-France, David Macaire.

## Prises de position

### Par rapport à la guerre en Irak
À plusieurs reprises, Jean-Yves Riocreux a dénoncé les persécutions dont sont victimes les chrétiens d'Irak, les Chaldéens, qui auraient pour but d'accélérer l'exode de cette population. Son diocèse de Pontoise et celui de Saint-Denis accueillent déjà 1 350 familles chaldéennes.

### Violences à Villiers-le-Bel
Quelques semaines après les émeutes urbaines qui ont secoué Villiers-le-Bel, Jean-Yves Riocreux est allé y célébrer la messe de Noël, en s'écriant « Paix à nos quartiers, paix à nos familles, paix au monde ».

### Dialogue interreligieux
Lorsque le président Jacques Chirac lui a remis les insignes de chevalier de la Légion d'honneur, le 1er mai 2007, quelques jours à peine avant de quitter l'Élysée, il a rendu honneur à l'évêque qui « anime avec conviction le dialogue interreligieux »".

## Distinctions
Le 14 mai 1994, Jean-Yves Riocreux est nommé au grade de chevalier dans l'ordre national du Mérite au titre de « curé doyen de Saint-Ferdinand-des-Ternes à Paris; 22 ans de ministère ecclésiastique et de services militaires ».
Le 6 avril 2007, il est nommé au grade de chevalier dans l'ordre national de la Légion d'honneur au titre de « évêque de Pontoise (Val-d'Oise) ; 35 ans de ministère ecclésiastique et de services militaires ». Il est fait chevalier de l'ordre, puis le 31 décembre 2020, il est promu au grade d'officier dans l'ordre. Il est fait officier de l'ordre par le ministre des Outre-mer, Sébastien Lecornu, le 17 mars 2021
.

## Pour approfondir